# Олімпійський центр BMX

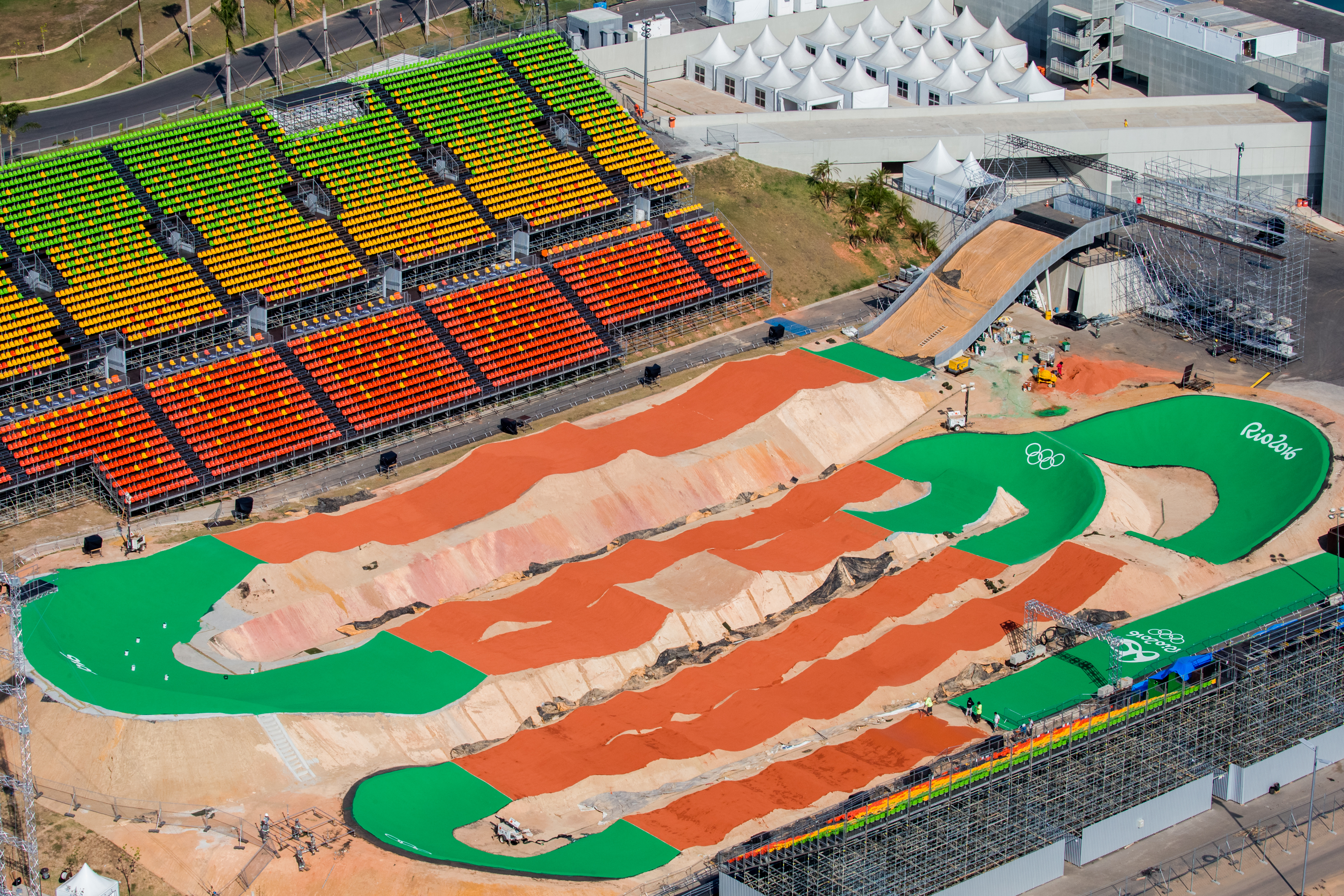
Олімпійський центр BMX

Олімпійський центр BMX (порт. Centro Olímpico de BMX) — споруда для змагань з велоспорту, розташована в олімпійському секторі Деодоро в Ріо-де-Жанейро. Збудований для проведення перегонів на недорожних велосипедах класу BMX у межах літніх Олімпійських ігор 2016. Для покриття треку застосовано акриловий матеріал GreenSet, який використовують для устилання тенісних кортів.